# Wilhelm von Tümpling

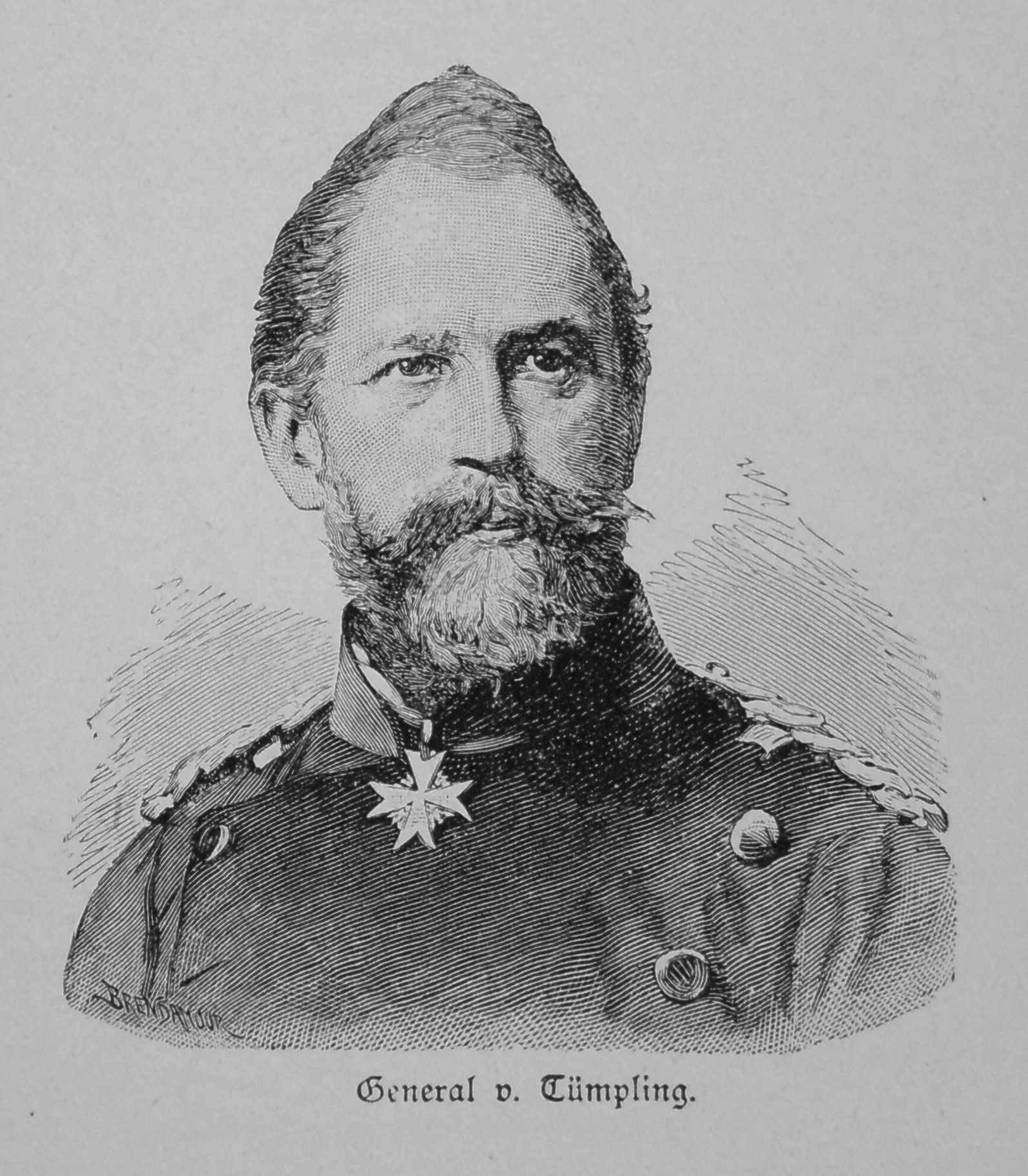
Wilhelm Ludwig Karl Kurt Friedrich von Tümpling.

Wilhelm Ludwig Karl Kurt Friedrich von Tümpling (30 de diciembre de 1809 - 13 de febrero de 1884) fue un General der Kavallerie prusiano. Tümpling comandó una división en la guerra austro-prusiana y el VI Cuerpo de Ejército durante la guerra franco-prusiana.

## Biografía
Nacido en Pasewalk como un vástago de la familia noble von Tümpling, Wilhelm inicialmente optó por una carrera civil y estudió derecho en Heidelberg.
El 25 de julio de 1830 entró en el Cuerpo de Guardias como oficial-candidato y el 18 de junio de 1831 fue designado teniente. En el otoño de 1833 fue a la escuela general de guerra y en 1837 fue seleccionado para la oficina topográfica. A partir de 1839 perteneció al estado mayor general. En 1840 fue promovido a teniente primero. El 12 de abril de 1842, fue seleccionado para el Estado Mayor General del VIII Cuerpo de Ejército en Coblenza con el rango de capitán. De ahí, en 1848, ahora promovido a mayor, fue transferido al Gran Estado Mayor General en Berlín. En 1849 tomó parte en la campaña en Baden.
En 1850 estuvo de nuevo sobre el campo, primero como oficial del estado mayor en el 4.º Regimiento de Dragones, y en 1853 con su propio mando en el 5.º Regimiento de Coraceros. En 1854 Tümpling asumió el mando del 1.er Regimiento de Ulanos de la Guardia en Potsdam. Al final de 1854 fue seleccionado como coronel y comandante de la 11.ª Brigada de Caballería en Breslau. Tümpling estuvo ahí hasta 1863 en que asumió el mando de la 5.ª división en Frankfurt an der Oder.
En la segunda guerra de Schleswig en 1864, parte de su división entró en combate en la batalla de Dybbøl y en la ocupación de Fehmarn, pero él no estuvo personalmente involucrado. Durante la guerra austro-prusiana en 1866 Tümpling se distinguió en la batalla de Gitschin, donde fue herido. Por Gitschin se le concedió la Pour le Mérite. Después de la guerra fue gobernador-general del ocupado reino de Sajonia durante unas pocas semanas. En octubre de 1866 Tümpling recibió el mando del VI Cuerpo de Ejército.
Al principio de la guerra franco-prusiana el VI Cuerpo de Ejército fue situado en Silesia con el propósito de disuadir a Austria de entrar en la guerra del lado de los franceses. Cuando quedó claro que Austria no participaría en la guerra, el cuerpo se trasladó a Francia en agosto de 1870 y fue asignado al 3.er Ejército. Cuando el 3.er Ejército se movió al norte hacia Sedán, Tümpling permaneció como protección del flanco. Su tarea era interceptar formaciones francesas en retirada de tal modo que no pudieran alcanzar París. El 13.er Cuerpo francés, sin embargo, logró escapar de esta trampa y alcanzó París. Durante el sitio de París, Tümpling sostuvo la sección suroccidental. En esta área pudo repeler un contraataque francés en la batalla de Chevilly.
Después de la guerra, Tümpling retornó a Breslau con su cuerpo. En 1883 Tümpling se retiró del ejército debido a su débil salud. Murió en 1884 en Talstein, cerca de Jena.

## Honores
- Reino de Prusia:[1]
  - Caballero de Honor de la Orden de San Juan, 1847; Caballero de Justicia, 1858[2]
  - Caballero de la Orden del Águila Roja, 4.ª Clase con Espadas, 1849; Gran Cruz con Hojas de Roble y Espadas en Anillo, 2 de septiembre de 1873[2]
  - Caballero de la Real Orden de la Corona, 2.ª Clase, 14 de noviembre de 1861[2]
  - Cruz de Comandante de la Real Orden de Hohenzollern, 7 de diciembre de 1864[2]
  - Cruz al Servicio
  - Pour le Mérite (militar), 20 de septiembre de 1866[2]
  - Cruz de Hierro (1870), 1.ª Clase con 2.ª Clase en Banda Negra[3]
  - Caballero de la Orden del Águila Negra, 18 de septiembre de 1875; con Collar, 1876[2]
- Gran Ducado de Baden: Comandante de la Orden del León de Zähringen, 2.ª Clase, 1850[4]
- Reino de Baviera: Gran Cruz de la Orden al Mérito Militar[1]
- Dinamarca: Caballero de la Orden de Dannebrog, 16 de abril de 1841[5]
- Mecklemburgo:[1]
  - Gran Cruz de la Orden de la Corona Wéndica, con Corona Dorada
  - Cruz al Mérito Militar, 2.ª Clase (Schwerin)
- Ducado de Nassau: Comandante de la Orden de Adolfo de Nassau, 1.ª Clase, septiembre de 1861[6]
- Imperio ruso:[1]
  - Caballero de la Orden de Santa Ana, 2.ª Clase
  - Caballdero de la Orden de San Estanislao, 1.ª Clase
- Reino de Sajonia: Gran Cruz de la Orden de Alberto, 1872[7]
- Reino de Wurtemberg: Gran Cruz de la Orden al Mérito Militar, 30 December 1870[8]